# 鷹巣港灯台
鷹巣港灯台（たかすこうとうだい）は、福井県福井市和布町にある鷹巣港入り口の岩上に立つ白亜鼓型の小型灯台。

## 概要

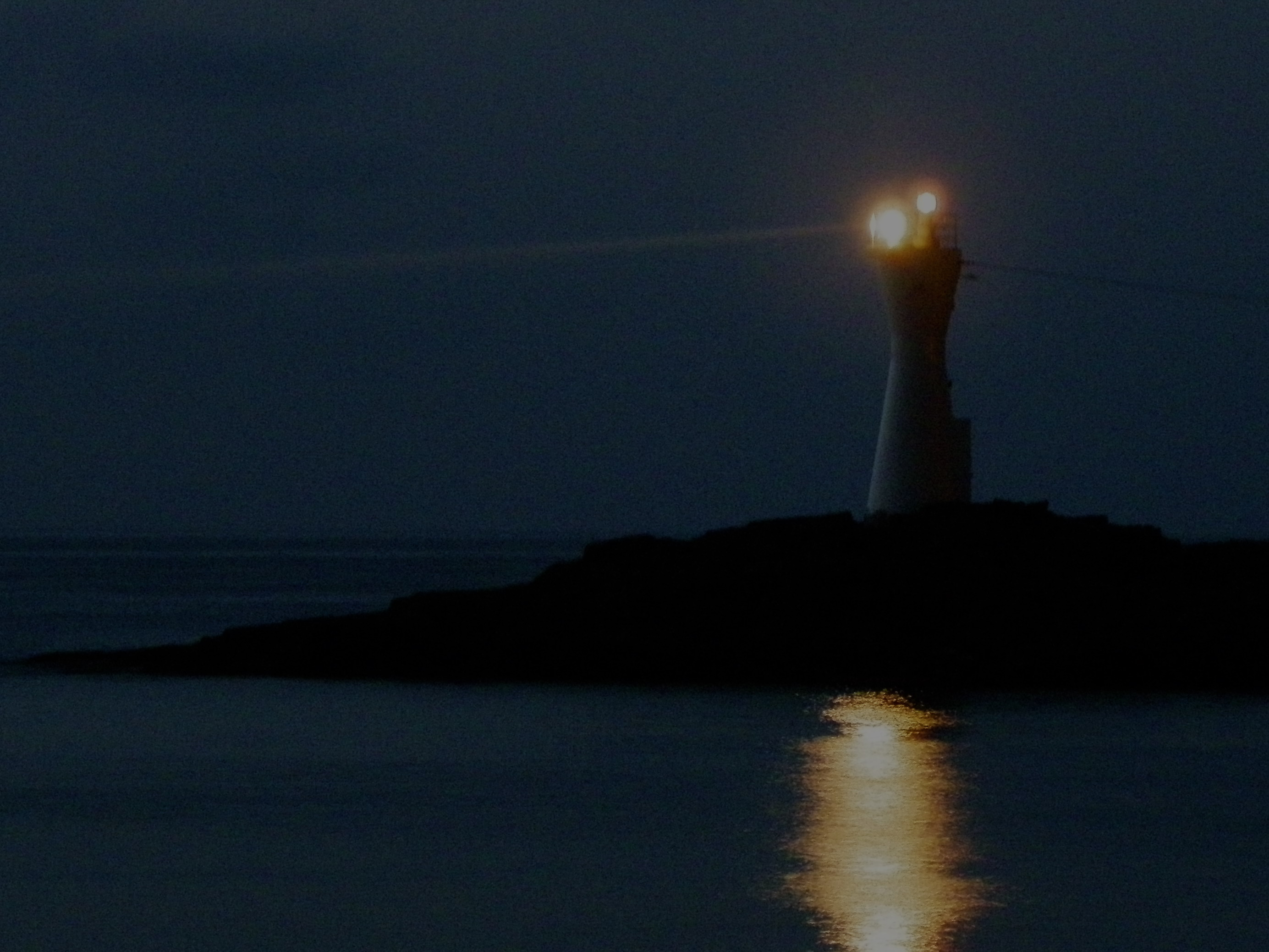
鷹巣港西方照射灯

鷹巣港入り口の岩礁上にあり、照射灯を併設した灯台。

## 歴史
- 1963年（昭和38年）9月9日 初点灯
- 1970年（昭和45年）7月1日 鷹巣港西方照射灯を併設
- 1978年（昭和53年）10月5日 鷹巣港灯台LC灯器に換装
- 1990年（平成2年）12月17日 鷹巣港灯台LC管制器II型に換装
- 1993年（平成5年）3月12日 鷹巣港西方照射灯をLE型灯器(30)に変更（390,000カンデラ、E-2白熱電球）
- 2007年（平成19年）11月6日 鷹巣港西方照射灯の光源を白熱電球からLM型灯器(30)に変更（620,000カンデラ、HQI-T70Wハロゲン電球）[1]
- 2017年（平成29年）2月28日 鷹巣港灯台器機を太陽電池化、灯器をLED灯器III型に変更[1][2]。

## 交通
- JR西日本 北陸本線 福井駅から京福バス15系統（鮎川線）にて約48分、「みの浦（国民宿舎）」下車。もしくはえちぜん鉄道三国芦原線 三国駅から京福バス98系統（海岸線）にて約27分、終点の「和布（めら）」下車。
- 北陸自動車道 福井北ICから国道416号、国道305号、福井県道227号鷹巣港線経由 約25km

## 周辺情報
- 鷹巣港